# Lijst van patriarchen van Antiochië
De Patriarch van Antiochië is een van de oorspronkelijke patriarchen van het vroege christendom, gevestigd in Antiochië.

## Lijst van de patriarchen van Antiochië (1ste tot 6de eeuw)
1. Petrus de apostel ca. 37 - ca. 53
2. Euodias ca. 53 - ca. 68
3. Ignatius ca. 68 - 107
4. Hero 107 - ca. 127
5. Cornelius ca. 127 - ca. 154
6. Eros ca. 154 - ca. 169
7. Theofilus ca. 169 - 182
8. Maximus I 182 - 191
9. Serapion 191 - 211
10. Ascelpiades 211 - 220
11. Filetus 220 - 231
12. Zebinnus 231 - 237
13. Babylas 237 - 253
14. Fabius 253 - 256
15. Demetrius 256 - 260
16. Paulus van Samosata 260 - 272
17. Domnus I 268 - 273
18. Timeüs 273 - 282
19. Cyrilius 283 - 303
20. Tyrannion 304 - 314
21. Vitalis van Antiochië 314 - 320
22. Philogonius 320 - 323
23. Paulinus van Tyrus 323 - 324
24. Sint-Eustathius 324 - 331
25. Eulalius 331 - 333
26. Eufornius 333 - 334
27. Filaclus 334 - 342
28. Stefanus I 342 - 344
29. Leontius van Antiochië 344 - 357
30. Eudoxius 358 - 359
31. Meletius 360 - 381
  1.  Euzoius 360 - 376
  2. Paulinus 362 - 388
32. Flavianus I 381 - 404
33. Porfyrus 404 - 412
34. Alexander 412 - 417
35. Theodotus 417 - 428
36. Johannes I 428 - 442
37. Domnus II 442 - 449
38. Maximus II 449 - 455
39. Baselius 456 - 458
40. Acacius 458 - 461
41. Martyrius 461 - 465
42. Petrus de Voller 465 - 466
43. Julianus 466 - 476
44. Petrus de Voller (opnieuw) 476 - 488
45. Johannes II 488 - 490
46. Stefanus II 490 - 495
47. Callandion 495 - 496
48. Palladius 496 - 498
49. Flavianus II 498 - 512
50. Severus van Antiochië 512 - 538 (Severus werd in 518 afgezet door de Grieks-orthodoxe Kerk; gedurende zijn ballingschap in Egypte, werd hij door vele Syrische christenen erkend als de wettige patriarch tot aan zijn dood in 538)
51. Paulus I 518 - 521
52. Eufrosius 521 - 528
53. Efremus van Amidië 528 - 546*

Tot het jaar 544 erkennen zowel de Syrisch-orthodoxe Kerk van Antiochië als het Grieks-orthodox patriarchaat van Antiochië (behorend tot de oosters-orthodoxe kerken) dezelfde personen als legitieme patriarchen. In 544, wijdde Jacobus Baradaeus Sergius van Tella als patriarch.

## Latere patriarchen
- Chalcedonische patriarchen
  - Grieks-orthodoxe patriarchen van Antiochië, 518-heden
    - Maronitische patriarchen, 687-heden
    - Latijnse patriarchen van Antiochië, 1100-1268, en daarna tot 1964 als titulair patriarchaat
    - Melkitische Grieks-katholieke patriarchen van Antiochië, 1724-heden

- Niet-Chalcedonische patriarchen
  - Syrisch-orthodoxe patriarchen van Antiochië, 512-heden
    - Syrisch-katholieke patriarchen van Antiochië, 1662-heden